# Varanus melinus
Varanus melinus är en ödleart som beskrevs av Böhme och Ziegler 1997. Varanus melinus ingår i släktet Varanus och familjen Varanidae. Inga underarter finns listade i Catalogue of Life.
Arten förekommer på ön Obi och Sulaöarna som tillhör Moluckerna i Indonesien. Honor lägger ägg.

## Bildgalleri

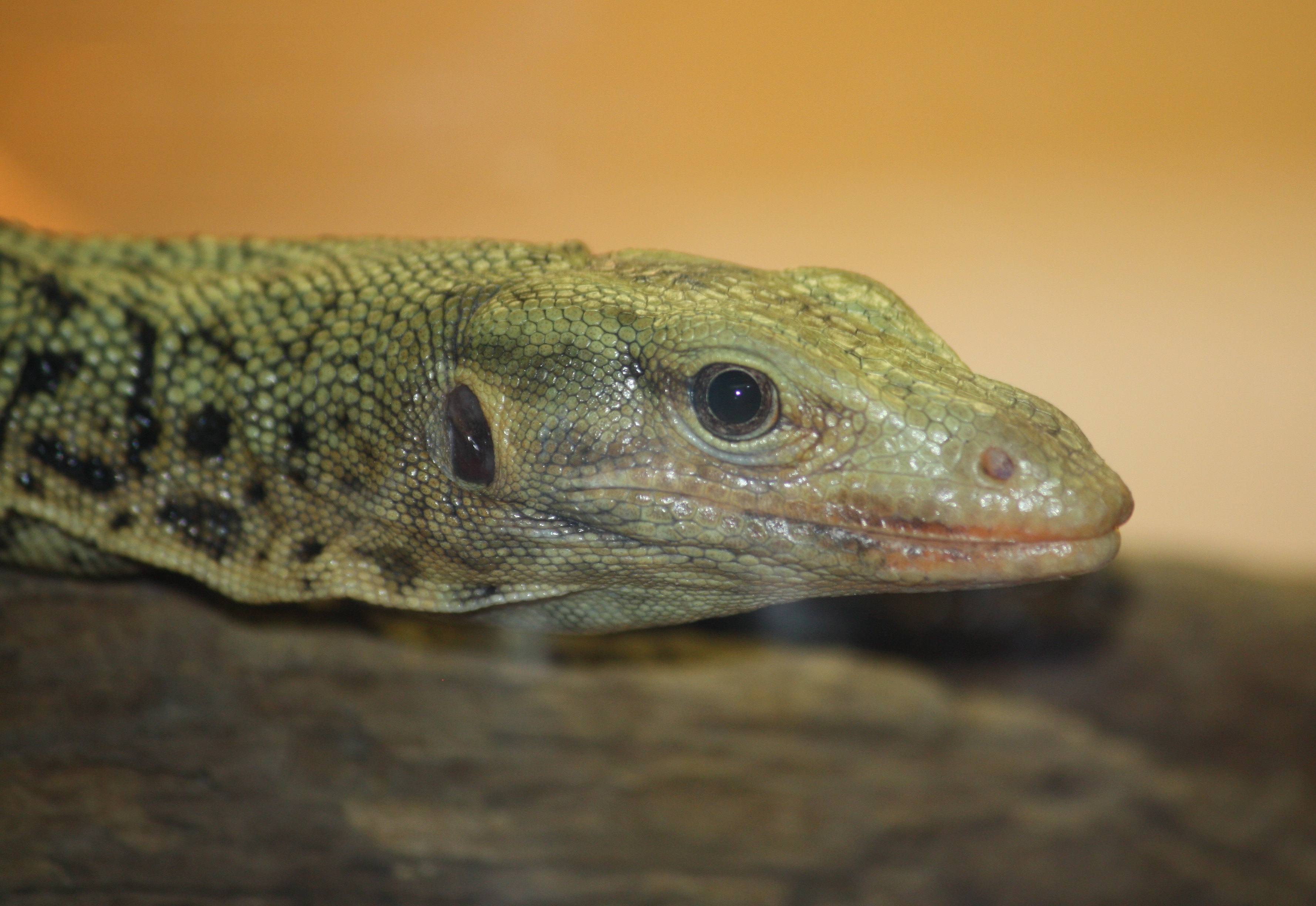